# Scyllarides
Scyllarides – rodzaj morskich skorupiaków o charakterystycznym kształcie ciała, należący do rodziny Scyllaridae z rzędu dziesięcionogów.
Polska nazwa Łopaciarz obejmuje dwa podobne do siebie rodzaje Scyllarus i Scyllarides.
Ogólnym pokrojem przypominają krępe, grzbietobrzusznie spłaszczone (stąd nazwa) langusty, z którymi są spokrewnione. Masywny, mocno wysycony solami wapnia, brązowy pancerz pokrywają drobne kolce. Czułki płytkowate, bardzo szerokie, krótkie, o ząbkowanych krawędziach. Łopaciarze osiągają wielkość 30 (50) cm.
Zamieszkują płytkie, skaliste dno mórz w klimacie tropikalnym. Choć są dużymi skorupiakami, ich znaczenie gospodarcze jest niewielkie. Nie tworzą bowiem większych skupisk, co uniemożliwia połowy przemysłowe.

## Gatunki
Do rodzaju Scyllarides należą następujące gatunki:
- Scyllarides aequinoctialis
- Scyllarides astori
- Scyllarides brasiliensis
- Scyllarides deceptor
- Scyllarides delfosi
- Scyllarides elisabethae
- Scyllarides haanii
- Scyllarides herklotsii
- Scyllarides latus
- Scyllarides nodifer
- Scyllarides obtusus
- Scyllarides roggeveeni
- Scyllarides squammosus
- Scyllarides tridacnophaga